# Valentin Chmerkovskiy
Valentin Aleksandrovich "Val" Chmerkovskiy (ukrainska: Валентин Олекса́ндрович Чмерковський), född 24 mars 1986 i Odessa, är en ukrainsk-amerikansk professionell dansare, mest känd för sin medverkan i TV-programmet Dancing with the Stars där han har fått två vinster. Chmerkovskiy är bland annat en tvåfaldig världsmästare i latinamerikansk dans samt yngre bror till den också professionella dansaren Maksim Chmerkovskiy. Bröderna har även medverkat i två avsnitt av Netflixserien Huset fullt – igen (Fuller House).
Chmerkovskiy är sedan 2019 gift med Jenna Johnson, även hon känd från Dancing with the Stars och So You Think You Can Dance.